# Krikowie

Flaga Krików

Krikowie, Krik (ang. Creek, sami siebie nazywają Muscogee lub Muskogee) – dawna konfederacja Indian Ameryki Północnej, obejmuje 13 grup, liczących od 66,5 tys. (Muscogee Creek Nation) do zaledwie kilku osób (Tuckabachee) i zamieszkujących kilka stanów w Stanach Zjednoczonych głównie Oklahomę, Alabamę, Georgię i Florydę.
Posługują się językiem krik z rodziny muskogi.
Według danych U.S. Census Bureau, podczas spisu powszechnego w 2000 roku 40 223 obywateli USA zadeklarowało, że jest pochodzenia wyłącznie Creek, zaś 71 310 oświadczyło, że ma pochodzenie wyłącznie lub między innymi Creek.

## Sławne postaci
Will Sampson, Joy Harjo, Alexander Posey